# Valea Poienii (okręg Alba)
Valea Poienii – wieś w Rumunii, w okręgu Alba, w gminie Bucium. W 2011 roku liczyła 40 mieszkańców.